# Collège Notre-Dame de la Paix
Pour les articles homonymes, voir CNDP et Collège Notre-Dame.

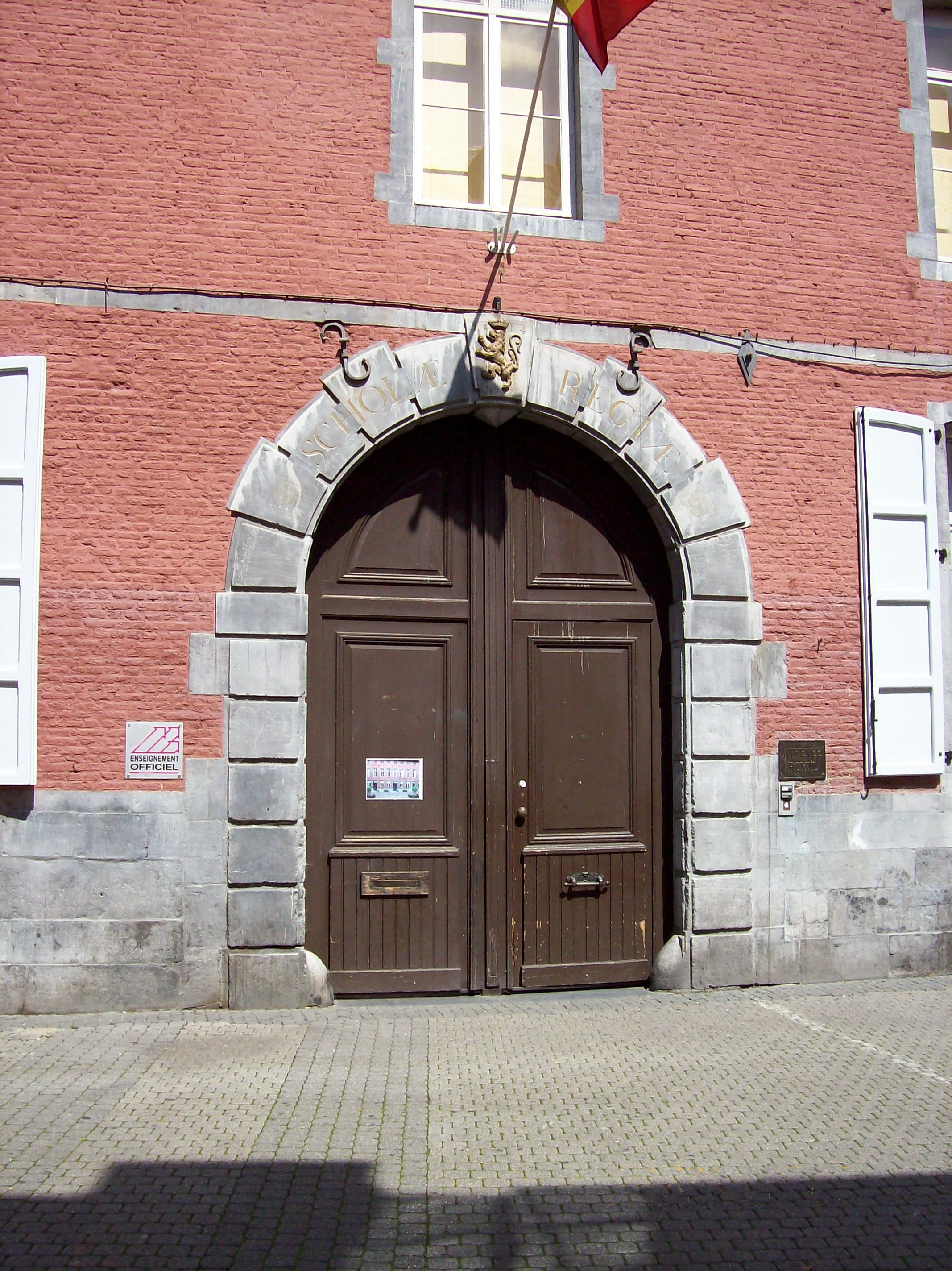
Ancienne entrée du premier collège (1614) supprimé en 1773. Depuis 1777, "Collège Thérésien", école centrale, puis Athénée aujourd'hui "Athénée royal François Bovesse", (rue du Collège, Namur).

Le collège Notre-Dame de la Paix est un établissement d'enseignement primaire et secondaire jésuite sis à Namur, en Belgique.
La ville de Namur avait déjà connu un premier collège jésuite le Collège de Namur (Collegium Namurcense) fondé en 1610 et fermé en 1773 lorsque la Compagnie de Jésus fut supprimée. Les bâtiments, devenu propriété de l'État, devinrent alors en 1777 sur ordre de l'Impératrice Marie-Thérèse le siège du Collège Royal (Collegium Regium), dont l'enseignement était basé sur les principes de l'Aufklärung et qui est devenu l'Athénée royal François Bovesse (rue du collège, Namur).
Après la restauration de la Compagnie de Jésus (1814) et indépendance de la Belgique (1830), un nouveau collège jésuite est ouvert en 1831, au centre de la ville, prenant le nom de l'ancienne abbaye bénédictine dont il occupe les bâtiments: 'Notre-Dame de la Paix'. L'internat fut transféré à Godinne en 1926, y devenant le collège Saint-Paul et l'ensemble du collège secondaire fut transféré dans de nouveaux bâtiments à Erpent (faubourg Sud-Est de la ville) en 1971.

## Premier collège
C'est en 1610 qu'un collège des Jésuites ouvre ses portes à Namur. Celui-ci se développe suivant la tradition pédagogique du 'Ratio Studiorum', dans les bâtiments construits le long de la rue qui deviendra la rue du Collège. L'église Saint-Ignace, construite comme faisant partie du complexe scolaire et consacrée en 1645, est aujourd'hui l'église Saint-Loup.
La Compagnie de Jésus est supprimée en 1773 par le pape Clément XIV. Les Pays-Bas méridionaux étant alors sous la domination autrichienne, le gouvernement de Marie-Thérèse utilise les bâtiments pour y installer le Collegium Regium (1777) dont l'enseignement suit des principes différents.

## Second Collège jésuite: le collège Notre-Dame de la Paix
En 1814, la Compagnie de Jésus est universellement rétablie. Il faut cependant attendre l'indépendance belge pour que les Jésuites reviennent à Namur et ouvrent un nouveau collège. En 1831, les cours débutent dans les bâtiments de l’ancienne abbaye bénédictine de la Paix-Notre-Dame, restaurés et agrandis par le père Herman Meganck, là où se trouvent encore de nos jours les Facultés Universitaires Notre-Dame de la Paix (devenues Université de Namur). Ils sont douze étudiants. Durant les sept premières années tous les collégiens étaient internes. En 1838 les portes du collège s'ouvrent aux externes, à la demande pressante de Mgr Dehesselle, évêque de Namur.  
Dès la réouverture du collège, des cours supérieurs sont organisés, ceux-ci sont les ancêtres des Facultés actuelles. Très longtemps collège et facultés universitaires cohabitent sous l'autorité d'un seul recteur à l'intérieur d'un quadrilatère au centre de la ville de Namur : rue de Bruxelles, rue Grafé, place du palais de justice et rue Lelièvre (anciennement rue Saint-Aubain).

## Collèges de Godinne et d’Erpent
En 1926, les internes du Collège quittent Namur pour s'installer à Godinne (collège Saint-Paul). Et à la fin des années 1960, l'exiguïté des lieux pousse les Facultés et le Collège à se séparer géographiquement. Les Facultés restent au centre-ville (rue de Bruxelles) alors que le Collège monte sur le plateau d'Erpent, à la sortie de Namur sur la route d’Arlon (RN 4), où la première rentrée a lieu en 1971. L'architecte du nouveau Collège à Erpent est Georges Housiaux (1933-2013), diplômé de Saint-Luc (Liège) en 1958: l'agencement de l'espace intérieur reflète en même temps l'adoption d'une pédagogie moderne. Cet architecte a également restauré le Casino de Namur, après son incendie en 1980.

## Aujourd’hui
Aujourd'hui, même si aucun jésuite ou presque n’enseigne plus au collège Notre-Dame de la Paix à Erpent, l'institution s'efforce de demeurer fidèle à la tradition et pédagogie jésuite. Avec neuf autres établissements, elle fait partie de l’association des ‘Collèges et Instituts Jésuites de Belgique francophone’.